# Wabash (Indiana)
Wabash város az USA Indiana államában. Lakosainak száma 10 440 fő (2020. április 1.).

## Népesség
A település népességének változása:

| 2010 | 10 666 |
| 2020 | 10 440 |